# خورخي بومبو
خورخي بومبو (بالإسبانية: Jorge Pombo) (22 فبراير 1994 بسرقسطة في إسبانيا - ) هو لاعب كرة قدم إسباني في مركز الوسط. لعب مع ريال سرقسطة.

## روابط خارجية
- خورخي بومبو على موقع قاعدة بيانات كرة القدم.إي يو (الإنجليزية)
- خورخي بومبو على موقع Soccerway.com (الإنجليزية)
- خورخي بومبو على موقع AS.com (الإسبانية)